# Жак Макдоналд
Жак Макдоналд (на френски: Jacques Macdonald, 17 ноември 1765-7 септември 1840), пълно име Етиен Жак Жозеф Александър Макдоналд (на френски: Étienne Jacques Joseph Alexandre Macdonald), е маршал на Франция и пълководец по времето на Революционните и Наполеоновите войни.

## Произход
Макдоналд е роден в град Седан, Франция. Баща му, Нийл Макийхън, по-късно Нийл Макдоналд, е потомък на якобитска фамилия от Саут Уист, западна Шотландия. Той е близък роднина на Флора Макдоналд, помогнала за бягството на принц Чарлз Едуард Стюарт след провала на въстанието от 1745 г.

## Военна кариера
През 1785 г. Макдоналд се включва в Ирландския легион, който трябва да подкрепи революционните действия в Холандия срещу Прусия. След като легионът е разпуснат, Жак влиза в Дийонския полк. В началото на Френската революция този полк остава верен на краля, с изключение на самия Макдоналд, който е влюбен в Мий Жакоб, дъщеря на страстен революционер. След женитбата им, Жак е зачислен под командването на Шарл Дюмурие. Изявява се в битката при Жемап и през 1793 г. е издигнат в чин полковник.
Отказва да дезертира с Дюмурие при австрийците и като награда е произведен в бригаден генерал и избран за командир на водещата бригада в нападението над Холандия на генерал Пишегрю. Това, че познава страната, е от полза и Макдоналд играе важна роля в пленяването на холандския флот от френските хусари. През 1797 г. се издига до чин дивизионен генерал и служи първо в Рейнската, а после и в Италианската армия. При пристигането му в Италия, Кампоформийският мирен договор вече е подписан и Бонапарт се е завърнал във Франция. Под командването на Бертие, Макдоналд окупира Рим и е назначен за негов губернатор, а после, във връзка с войските на Жан-Етиен Шампионе, побеждава армията на генерал Мак и превзема Неаполитанското кралство, по-късно станало известно като Неаполитанска република.
Когато Суворов достига Северна Италия и отвоюва завладените от Бонапарт територии, Макдоналд се придвижва на север. С армия от 36 000 души, той атакува 22 000-та войска на Суворов в битката при Требия. След тридневни сражения, без да получи помощ от генерал Моро, претърпява пълно поражение и бяга в Генуа. По-късно е назначен за губернатор на Версай, и приема мълчаливо събитията от 18 брюмер, макар и да не участва в тях.
През 1800 г. Макдоналд получава командването на армията в Хелветската република, поддържаща комуникациите между армиите в Германия и тези в Италия. Изпълнява задълженията си старателно и през зимата на 1800/1801 г. му е наредено да прекоси прохода Сплюген, начело на армията на Граубюнден. Начинанието е описано от Матийо Дюма, неговият началник-щаб, като толкова забележително, колкото и пресичането на прохода Сан Бернар от Наполеон преди битката при Маренго, макар че Макдоналд не води битка. След завръщането си в Париж, се жени за вдовицата на генерал Жубер и е назначен за посланик на Франция в Дания. След завръщането си през 1805 г., Макдоналд е свързван със заговора на Моро и по този начин си навлича неприязънта на Наполеон, който не го включва в списъка при първото произвеждане на маршали.

## Наполеонов маршал
Макдоналд остава без служба до 1809 г., когато Наполеон го назначава за военен съветник на принц Йожен дьо Боарне, вицекрал на Кралство Италия, и корпусен командир. Повежда армията от Италия, която трябва да се присъедини към Наполеон и в битката при Ваграм повежда атаката, която разбива австрийския център и спечелва победата.
На бойното поле Наполеон го произвежда в маршал на Франция, а скоро го прави и дук на Таранто (в Неаполитанското кралство).
През 1810 г. Макдоналд служи в Испания, а през 1812 г. командва лявото крило на Великата армия в руския проход на Наполеон. През 1813 г., след участието си в битките при Лютцен и Баутцен, на маршала е заповядано да нахлуе Силезия, но претърпява тежка загуба от войските на генерал Блюхер в битката при Кацбах. В Битката на народите (1813 г.) Макдоналд е изтласкан от Либертволквиц от австрийския IV корпус на Йохан фон Кленау; при контраатаката, войските му си възвръщат селището. След битката, маршалът, заедно с принц Понятовски, е натоварен със задачата да прикрие евакуацията на френската армия от Лайпциг. След взривяването на последния мост над река Елстер, той успява да преплува реката, но Понятовски се удавя. По време на дефанзивната кампания през 1814 г. Макдоналд отново се доказва. Той е един от маршалите, които Наполеон изпраща в Париж, за да оповестят абдикацията му. Докато всички изоставят Бонапарт, той му остава верен. Посъветван е от Наполеон да засвидетелства предаността си към новия режим, и е награден от императора със сабята на Мурад бей за своята вярност.

## По време на Бурбоните
По време на реставрацията, Макдоналд е обявен за пер на Франция и получава Рицарски кръст на кралския орден на св. Луи. По време на Стоте дни остава верен на новия режим. През 1815 г. той става Канцлер на Почетния легион – пост, на който е до 1831 г. През 1816 г., вече като генерал-майор в кралската охрана, взима участие в дискусиите в Камарата на перовете, гласувайки като умерен либерал, в съгласие с принципите си.
От 1830 г. се оттегля в провинциалното си имение Курсийел Роа, където умира.